# N'Longa
N'Longa è un personaggio ideato dallo scrittore pulp Robert E. Howard. Pubblicato per la prima volta nel 1928 all'interno della rivista Weird Tales, N'Longa è un "Uomo Ju-ju", uno stregone africano alleato di Solomon Kane ed è colui che gli ha donato il suo bastone con il pomo a forma di testa di gatto.

## Storia editoriale
N'Longa debutta insieme a Solomon Kane all'interno della storia Ombre rosse, pubblicata nell'agosto del 1928 su Weird Tales. Lo stregone è l'unico altro personaggio del ciclo del puritano a comparire in più di un racconto e a venire citato al di fuori di essi. Le altre storie che lo riguardano sono:
- Le colline dei morti
- I passi nel mausoleo (citato)
- Hawk di Basti (citato)

Nella versione completata da Ramsey Campbell del racconto Hawk di Basti, pubblicata nel volume Solomon Kane: Hills of the Dead della Bantam Books del 1979, il personaggio ricopre un ruolo importante: consiglia telepaticamente Solomon Kane in vista dello scontro tra il suo compatriota Jeremy Hawk e lo stregone Agara prendendo poi possesso del corpo di Hawk al termine del duello affinché la città di Basti non ritorni sotto un dominio dispotico e possa vivere in pace.
N'Longa compare negli adattamenti a fumetti di Ombre rosse e Le colline dei morti  realizzati da Marvel e Dark Horse nel corso degli anni e in un flashback collocato in una storia originale del 1986, "Il Profeta!".

## Fumetti
Marvel Comics
| Data           | Edizione inglese            | TItolo                    | Titolo italiano        | Sceneggiatura | Disegni                   | Colori          | Copertina      | Prima edizione italiana                   | Data italiana  |
| -------------- | --------------------------- | ------------------------- | ---------------------- | ------------- | ------------------------- | --------------- | -------------- | ----------------------------------------- | -------------- |
| Maggio 1975    | Kull and the Barbarians 2   | The Hills of the Dead     | Le colline dei morti   | Roy Thomas    | Alan Weiss                | Bianco e nero   | Mike Whelan    | La Saga di Solomon Kane 1 (Panini Comics) | Ottobre 2017   |
| Settembre 1975 | Kull and the Barbarians 3   | Into the Silent City      | Nella città silenziosa | Roy Thomas    | Alan Weiss                | Bianco e nero   | Mike Whelan    | La Saga di Solomon Kane 1 (Panini Comics) | Ottobre 2017   |
| Dicembre 1976  | Marvel Premiere 33          | The Mark Of Kane!         | Il marchio di Kane     | Roy Thomas    | Howard Chaykin            | Dan Jackson     | Howard Chaykin | Thor 221 e 222 (Editoriale Corno)         | Ottobre 1979   |
| Febbraio 1977  | Marvel Premiere 34          | Fangs Of The Gorilla God! | Il dio gorilla         | Roy Thomas    | Howard Chaykin            | Don Warfield    | Howard Chaykin | Thor 222 e 223 (Editoriale Corno)         | Ottobre 1979   |
| Settembre 1985 | The Sword of Solomon Kane 1 | Red Shadows               | Ombre rosse            | Ralph Macchio | Bret Blevins e Steve Carr | Glynis Oliver   | Bret Blevins   | Alien 5 (Labor Comics)                    | Aprile 1986    |
| Marzo 1986     | The Sword of Solomon Kane 4 | The Prophet!              | Il Profeta!            | Ralph Macchio | Mike Mignola              | Bob Sharen      | Mike Mignola   | Conan il Barbaro 66 (Panini Comics)       | Agosto 1994    |
| Maggio 1986    | The Sword of Solomon Kane 5 | Hills Of The Dead         | Le colline dei morti   | Ralph Macchio | Jon Bogdanove             | Ken Feduniewicz | Frank Cirocco  | Conan il Barbaro 67 (Panini Comics)       | Settembre 1994 |

Dark Horse Comics
| Nr. albo | Data        | Edizione inglese          | TItolo                    | Titolo italiano | Sceneggiatura | Disegni       | Colori      | Copertina                       | Prima edizione italiana | Data italiana |
| -------- | ----------- | ------------------------- | ------------------------- | --------------- | ------------- | ------------- | ----------- | ------------------------------- | ----------------------- | ------------- |
| 3        | Giugno 2011 | Solomon Kane: Red Shadows | Solomon Kane: Red Shadows | n/a             | Bruce Jones   | Rahsan Ekedal | Dan Jackson | Guy Davis (colori Dave Stewart) | Inedito                 | n/a           |
| 4        | Luglio 2011 | Solomon Kane: Red Shadows | Solomon Kane: Red Shadows | n/a             | Bruce Jones   | Rahsan Ekedal | Dan Jackson | Guy Davis (colori Dave Stewart) | Inedito                 | n/a           |